# Salicicola davatchi
Salicicola davatchi är en insektsart som beskrevs av Alfred Serge Balachowsky och Kaussari 1951. Salicicola davatchi ingår i släktet Salicicola och familjen pansarsköldlöss. Inga underarter finns listade i Catalogue of Life.